# Kalendarium Mirocic
Mirocice – wieś położona obok Baszowic 3 km na N od klasztoru świętokrzyskiego
Nazwy lokalne wsi - 1351 „Miroczicze”, 1368 „de Miroczicz”, 1427 „Miroczycze”, 1439 „Miroczyce”, 1441 „Mirocicze”, „Mÿroczycze”, 1442 „Mÿrocicze”, „Mirocicze”, „Miroczice”, 1450 „Miroczicze”, Miroczensem, 1470–80 „Myroczycze”, „Myroczicze”, 1504 „Miroczycze”, „Myroczÿcze”, 1506 „Miroczicze”, 1510 „Myroczyce”, 1529 „Myroczicze”, „Myrocicze”, 1530 „Mÿroczÿcze”, 1538 „Miroczice”, 1564-5 „Myrkowice”, 1569 „Miroczicze”, 1650 „Mirocice”, 1650-2 „Mierocicie”, w „Mierocicach”, „Mierocanie”, 1662 „Mirocice”.

## Podległość administracyjna świecka i kościelna
W roku 1351 było to ziemia sandomierska, 1442 powiat sandomierski, 1827 powiat opatowski (Tabela II 23); 
1470–80 parafia Nowa Słupia (obie Słupie) (Długosz L.B. II 490), ale w roku 1571 parafia Stara Słupia.

## Opis granic
- 1442 – granica biegnie między wsiami klasztorowi świętokrzyskiemu Bielów i Mirocice a częścią Bostowa należącą do Jana z Bostowa wiedzie w dużej odległości od granic posiadłości Niemierzy z Bostowa i jego braci oraz ich potomstwa, nie narusza granic włości klasztoru. Prowadzi do narożnicy, czyli wjezdnicy. wzdłuż znaków „alias pasmukem” do lasu (łęgu), a stąd przez łęg do potoku Dębnica[7].
- 1450 – w sporze między klasztorem świętokrzyskim a dziedzicami Bostowa o łąki i las, zalewane przez położony wyżej staw w Mirocicach potwierdzone zostają 2 dokumenty graniczne między Mirocicami i Bostowem, bez przytoczenia ich treści[8].
- 1450 – granica z Łomnem
- 1476 – granica ze Świętym Krzyżem;
- 1470–80 – graniczy z Jeziorkiem, Baszowicami i Bostowem (Długosz L.B. III 233).

## Kalendarium - przywileje i obciążenia ekonomiczne
Własność klasztoru świętokrzyskiego.
- 1351 - Kazimierz III Wielki przenosi na prawo średzkie imiennie wymienione posiadłości klasztoru świętokrzyskiego, między innymi Baszowice, Mirocice i Wolę Pluskaną (obecnie Serwis)[4]
- 1427 - opat Mikołaj przeznacza na utrzymanie konwentu między innymi Baszowice, Wolę koło młyna [obecnie Serwis] i Mirocice wraz z należącymi do nich czynszami, stawami, łąkami, młynem, poradlnym, sepem i dziesięciną[9]
- 1441 – opat i konwentu świętokrzyskiego zapisują w dożywocie Bartłomiejowi niegdyś dziedzicowi Bielowa i jego żonie Helenie wieś Mirocice z wszystkimi pożytkami i dochodami, z dziesięcinami, sepem, stawem Gołbiów (Golbiow), ale bez karczmy, którą dzierży Smarz, a ponadto zobowiązują się dawać Helenie co 2 lata aż do jej śmierci kożuch zajęczy; po śmierci obojga Mirocice z majątkiem ruchomym i nieruchomym, z nierogacizną, bydłem i końmi wrócą do klasztoru[10].
- 1441 – Bartłomiej niegdyś dziedzic Bielowa potwierdza warunki tego zapisu[11][12].
- 1442 - Władysław Warneńczyk przenosi na prawo średzkie imiennie wymienione posiadłości klasztoru świętokrzyskiego, w tym Baszowice, Mirocice, Bielów i Wolę [obecnie Serwis][5][13]
- 1442 - Mikołaj z Taczowa podkomorzy sandomierski wydaje w Baszowicach dokument w sprawie rozgraniczenia Bielowa i Mirocic od części Bostowa[7].
- 1450 – spór między klasztorem świętokrzyskim a dziedzicami z Bostowa
- 1470–80 – według opisu Długosza Mirocice stanowią własność klasztoru świętokrzyskiego. Było 6 łanów kmiecych, były 2 zagrody. Kmiecie płacą po 1 fertonie czynszu i 3 grosze poradlnego, dają po 30 jaj, 2 koguty oraz sep w wymiarze po 1 miara żyta i 2 miary owsa, pracują po 1 dniu tygodniowo własnym wozem lub pługiem, zagrodnicy płacą po 2 grosze czynszu, pracują po 1 dniu tygodniowo pieszo. Wszyscy odrabiają powabę wiosenną i zimową (Długosz L.B. III 233; II 490).
- 1504 – pobór z 3 łany i karczmy[14] ;
- 1504 – pobór z 3 łanów, od 1 zagrodnika i z karczmy[15].
- 1506 – pobór z 2,5 łanów i karczmy[16].
- 1510 – pobór z 2,5 łanów i karczmy z półłankiem[17].
- 1529 – własność klasztoru świętokrzyskiego, pobór z 3,5 łana[14] .
- 1529 – wieś należy do stołu konwentu, płaci 1 grzywnę czynszu[18].
- 1530 – pobór z 2.5 łanów i półłanka oraz młyna dorocznego „Lasnyk Nowy”o 1 kole[19].
- 1531-2 pobór z 2,5 łanów i młyna dorocznego o 1 kole (ib. 456v, 600);
- 1538 – pobór z 2,5 łanów, od 3 komorników i z młyna (ib. III 191);
- 1538 – klasztor świętokrzyski uzyskuje 1 grzywnę czynszu z młyna zwanego Księżek (ib. 210);
- 1553 – Zygmunt II August przenosi na prawo niemieckie wyliczone dobra klasztoru świętokrzyskiego, w tym Baszowice, Mirocice, Bielów i Wolę (Zerwikaptur) (obecnie Serwis)[20]
- 1564-5 – wieś w posiadaniu klasztoru świętokrzyskiego[21].
- 1569, 1571 – opat świętokrzyski daje pobór z 3 łanów i młyna dorocznego o 1 kole[22].
- 1577-8 – klasztor świętokrzyski daje pobór od 6 kmieci na 3 łanach i z młyna dorocznego o 1 kole[23][24].
- 1629 – klasztor świętokrzyski daje pobór od 6 kmieci na 3 łanach i z młyna dorocznego o 1 kole[25].
- 1650 – wieś należy do stołu konwentu świętokrzyskiego[26].
- 1650 – konwent świętokrzyski daje pobór z 11 domów, od 6 kmieci na 3 łanach i z młyna dorocznego o 1 kole[27].
- 1651 – należy do stołu konwentu, 5 kmieci, 5 zagrodników, 4 chałup, młynarz górny, kołodziej, krawiec [?!], jak również rola i place. Powinności poddanych jak w Baszowicach. Kołodziej płaci 10,2 florenów czynszu lub zamiast czynszu ma robić „stampę wszelką około wozów, kolas, sani itp. do Baszowskiego folwarku”, pomocne wykonuje z innymi. Powinności krawca niewyszczególnione. Młynarz górny pracuje 4 dni tygodniowo siekierą, odrabia pomocne z innymi, daje 22 korcy żyta miary lubelskiej, rocznie karmi 1 wieprza dworskiego, a w razie odejścia ma swemu następcy wysiać pod nadzorem 22 korcy żyta ozimego (ib. 10, 17-7v);
- 1662 – opat świętokrzyski daje pogłówne od 107 mieszkańców wsi[28].
- 1673 – pogłówne od 106 mieszkańców wsi (ib. 238v);
- 1674 – pogłówne od 92 mieszkańców wsi[29].
- 1691-2 klasztor skarży Stanisława Paska o zbrojny najazd na łąki i grunty należące do Baszowic, Mirocic i Bielowa oraz napad z bronią na poddanych klasztoru i zakonników pracujących przy sianokosach, za co sąd Grodzki sandomierski skazuje Paska zaocznie na banicję[30]
- 1787 – wieś liczy 101 mieszkańców, w tym 4 Żydów (Spis I 399; II 118);
- 1819 – Mirocice z karczemką należą do stołu konwentu[31].
- 1827 – Mirocice miały 16 domów i 129 mieszkańców (Tabela II 23).

## Powinności dziesięcinne
Dziesięcina należy do klasztoru świętokrzyskiego.
- 1427 – dziesięcina pobierana jest podobnie jak w Baszowicach,
- 1470–80 –z całej wsi dziesięcina snopowa i konopna wartości do 6 grzywien dowożą klasztorowi świętokrzyskiemu (Długosz L.B. II 490; III 233, 243).
- 1529 – z Mirocic i Woli Pluskanej (obecnie → Serwis) dziesięcina snopowa wartości 2 grzywien należy do stołu konwentu świętokrzyskiego[32].
- 1652 – dziesięcina snopowa należy do stołu konwentu[33].

## Pochodzą z Mirocic
- 1368 – Jan syn Świętosława z Mirocic, Cysters, furtian i prokurator klasztoru ojców Cystersów w Wąchocku[34].

## Badania archeologiczne
W Mirocicach zarejestrowano 76 stacji żużla, z czego zbadano 5 stacji hutniczych, w tym 4 uporządkowane i jedną stację o numerze Mirocice 1, nieuporządkowaną. Na stacji Mirocice 4 natrafiono na ułamki ceramiki datowane na środkowy i późny okres wpływów rzymskich. 

Odkryta w Mirocicach osada kultury przeworskiej datowana jest na młodszą fazę późnego okresu wpływów rzymskich i powiązana z okolicznymi stacjami dymarskimi. W wykopaliskach znaleziono brązową monetę Marka Aureliusza.